# مدرسه‌ای برای شرورها (فیلم ۱۹۶۰)
مدرسه‌ای برای شرورها (به انگلیسی: School for Scoundrels) یک فیلم کمدی بریتانیایی محصول سال ۱۹۶۰ میلادی به کارگردانی رابرت هیمر است. بازیگران اصلی این فیلم ایان کارمایکل و تری توماس هستند. این اثر سینمایی دو بار بازسازی شده‌است: در بالیوود با عنوان بحث کوچک (۱۹۷۵)، و در هالیوود به عنوان مدرسه‌ای برای شرورها (۲۰۰۶).
این فیلم دوازدهمین فیلم پرطرفدار در گیشه انگلستان در سال ۱۹۶۰ بود. هفته‌نامه کاین در سال ۱۹۶۰ این فیلم را در گیشه بریتانیا «پولساز» خواند.